# Ijiraq (satélite)

Animación de tres imágenes relativas al descubrimiento de la luna irregular Ijiraq de Saturno.

Ijiraq es un satélite natural del planeta Saturno, Ijiraq es un satélite de forma irregular, fue descubierto el 23 de septiembre en el año 2000 por el equipo conformado por Brett Gladman y John J. Kavelaars, su nombre temporal fue S/2000 S 6, cuando le fue adquirido el nombre en 2003, el nombre Ijiraq proviene de la mitología Inuit.

## Descripción
ijiraq es un satélite irregular de 10 km de diámetro órbita a una distancia media de 11.422.000 km de Saturno. Dado por la cercanía de los otros miembros del grupo Inuit y por el color del satélite se piensa que Ijiraq proviene de un fragmento de un cuerpo mayor que fue desintegrado ya hace mucho dando origen a dicho grupo.